# Kaiser Chiefs

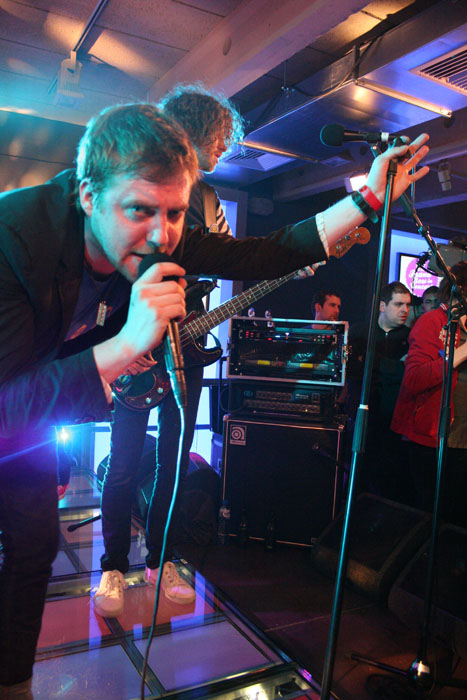
Ricky Wilson (met op de achtergrond bassist Simon Rix) bij hun optreden voor het MTV-programma Brand New Live

Kaiser Chiefs is een Britse indierockband uit Leeds.
In 2005 werden ze genomineerd voor de Mercury Prize. Ze scoorden sterk in de alternatieve hitlijsten met nummers als I Predict a Riot, Oh My God, Ruby en Everyday I Love You Less and Less. Ruby behaalde de top tien van de Nederlandse Top 40.

## Biografie
Officieel startte Kaiser Chiefs in mei 2003, maar de bandgeschiedenis gaat veel verder terug. Nick, Simon en Peanut kennen elkaar al sinds ze elf jaar oud waren en hebben samen in een aantal bands gespeeld. Whitey kwam in een van hun bands terecht door de leugen te vertellen dat hij gitaar kon spelen als John Squire.
Ze kwamen de van de kunstschool afgestudeerde Ricky op het spoor, die zong in een Rolling Stones-tributeband. In eerste instantie sloeg deze het aanbod af om bij de band te komen, maar later veranderde hij van gedachten.
Dit alles gebeurde lang voordat ze de naam Kaiser Chiefs gingen dragen. Tot een paar jaar terug waren ze voor sommige mensen bekend onder de naam 'Parva'. In een bijna wanhopige poging om succesvol te worden, probeerden ze in de toen heel populaire garagerock binnen te stromen, maar kwamen niet verder dan zingen over dingen die niet erg overeenkwamen met hun eigen leven. In deze tijd brachten ze drie singles uit. Maar toen gingen dingen niet meer zoals ze wilden. Het slechtste kwam toen de platenmaatschappij hen liet vallen, de band achterlatend met een belastingschuld, wat hen dwong om een normale baan te vinden.
Ze kwamen wel vaker in de problemen door veel geld uit te geven voor optredens in Londen waar niemand naar ze kwam kijken. Op het moment dat alles uit elkaar leek te vallen – en Whitey besloot om de band te verlaten, maar na dertig minuten weer van gedachte veranderde – besloten ze dat het tijd was voor een nieuwe start.
Na deze tegenslagen lieten ze zich inspireren door hun eigen clubavond 'Pigs', die ze opgezet hadden in de tussentijd en wat als een grap begon maar ondertussen al aardig succesvol geworden was.
Ze kozen de naam 'Kaiser Chiefs' van het Zuid-Afrikaanse voetbalteam Kaizer Chiefs, waarvoor ooit Lucas Radebe uitkwam, die nu speelt voor Leeds United, de voetbalclub uit de stad waar de Chiefs vandaan komen. Ze begonnen nummers te schrijven over persoonlijke ervaringen en veranderden de muziekstijl in iets dat de laatste jaren steeds minder populair geworden was: klassieke Britse popmuziek – niet te verwarren met 'britpop', wat in 2002 een negatieve betekenis had.
Maar hoe ver waren ze? In 2004 kwam de eerste single Oh My God uit, die opgenomen was in Nicks slaapkamer, en kwam op nummer 66 in de hitlijsten te staan. En dat zonder platenmaatschappij. In november – ondertussen getekend bij B-Unique – kwam de tweede single I Predict a Riot terecht op de 22e plek. Toen ze Oh My God opnieuw uitbrachten in februari 2005 waren ze al aan het strijden met Girls Aloud om de hoogste plek. Zo kwam de debuut-cd Employment binnen op nummer 3, een week na de release, en werd het platina na drie weken. Daarnaast gingen de Kaiser Chiefs vaak naar het Europese vasteland, waar ze ook veel succes oogstten. Hierna openden ze nog voor volle stadions als support van U2 in de zomer, en is een tour samen met de Foo Fighters aan het eind van het jaar ook niet te verwaarlozen.
In 2006, sleepte Kaiser Chiefs drie prijzen in de wacht op de jaarlijkse Brit Awards-show, namelijk voor Britse rock act, Britse live act en Britse groep.
De opvolger van het eerste album, Yours Truly, Angry Mob, werd op 23 februari 2007 uitgebracht. De single Ruby is de eerste en tot nu toe grootste hit geworden in Nederland en België. In thuisland Engeland werd het de eerste nummer 1-hit van de band.
Op 16 november 2007 maakten de Kaiser Chiefs bekend een nieuwe single uit te brengen. Deze single is Never Miss a Beat en is de eerste single voor het nieuwe album Off with Their Heads dat op 17 oktober 2008 uitkwam in Nederland. De tweede single, Good Days Bad Days, is op 15 december in Nederland uitgebracht.
In juni 2011 brachten de Kaiser Chiefs hun 4de album The Future is Medieval uit met o.a. de single Little Shocks. De single werd naar buiten gebracht via de Engelse radiozender BBC Radio 1. Dit album is onder meer opgenomen in het huis van drummer Nick Hodgson. Bij The Future is Medieval kunnen de fans zelf hun eigen album samenstellen uit 20 opgenomen nummers. Ook konden ze daarbij een albumhoes maken. Op 27 juni 2011 kwam het echte album in de winkel te liggen met daarop 12 van de 20 tracks.
Op 6 maart 2012 verschijnt het album Start The Revolution Without Me. Dit is de Amerikaans en Canadese versie van The Future is Medieval. Deze versie heeft een andere indeling en het nieuwe nummer On The Run in plaats van het nummer Long Way from Celebrating.
Vier december 2012 heeft drummer Nick via twitter laten weten uit de band te stappen. Dit wordt dezelfde dag bevestigd op de website van de band.
Nick gaat zich storten op zijn studio werk met andere bands.
Op 31 maart 2014 komt de cd Education, Education, Education and War uit en in april start de nieuwe tour. In 2016 wordt het album Stay together opgenomen, gevolgd door Duck in 2019. Deze albums worden beide gevolgd door een tournee. 

## Bezetting
- Ricky Wilson - Zang
- Andrew 'Whitey' White - Gitaar
- Simon Rix - Bas
- Nick 'Peanut' Baines - Toetsen
- Nick Hodgson - Drums, zang (december 2012 uit de band gestapt)

## Optredens
De eerste keer dat de band in Nederland was, was op het London Calling-festival op 30 april 2005. Dit vond plaats in Paradiso in Amsterdam.
Het eerste grote festival waar Kaiser Chiefs optrad was Pinkpop op 16 mei 2005. Vanaf dat moment is het snel gegaan. Ze waren de openingsact van Live 8 in Philadelphia op 2 juli 2005. Daardoor speelde de band niet op het Belgische Rock Werchter, maar dat wordt in 2006 goedgemaakt. In juli 2005 toerde de band ook door de VS. In de zomer van 2005 hebben ze op vele festivals gespeeld: zo gaven ze een optreden op Pukkelpop en Lowlands.
In 2006 trad de band minder op, om tijd te hebben om aan het nieuwe album te werken dat in augustus opgenomen werd. Op 1 maart speelde de band in de Heineken Music Hall in Amsterdam. Deze show was onderdeel van de Europese tour in februari en maart. In april werd er nog een tour door Engeland gedaan, om daarna een gering aantal festivalshows te verzorgen. Zo speelde de band opnieuw op Pinkpop op 3 juni. Ook Rock Werchter werd aangedaan op 1 juli.
In november 2006 vond een korte Europese clubtour plaats, waarin de band een aantal nummers van de nieuwe cd speelden. Op 10 november speelde Kaiser Chiefs in het Antwerpse Hof Ter Lo. Op 11 november was de Tivoli in Utrecht aan de beurt, en op 12 november deed de band voor de 5e keer Amsterdam aan met een optreden in de Melkweg. Dit waren respectievelijk de 7e en 8e keer dat de band op Nederlandse bodem speelde. In 2007 komt de band opnieuw terug voor twee shows in Paradiso, op 29 en 30 mei, en voor twee optredens in de Heineken Music Hall in Amsterdam op 14 en 15 november. De Kaiser Chiefs hebben een optreden verzorgd op de TMF Awards 2007 en traden in 2008 op bij de festivals: Rock Werchter en Pinkpop. Op 16 februari 2009 speelden ze in een uitverkochte Heineken Music Hall in Amsterdam en waren zij weer te gast op Rock Werchter.
In 2011 staan ze onder meer geboekt voor Pinkpop (Main Stage Dag 3) en Rock Werchter (Main Stage Dag 4). In november 2011 speelden ze ook twee concerten in de Ancienne Belgique in Brussel.
Direct na het optreden op Pinkpop maakten ze bekend 9 november 2011 opnieuw naar Nederland te komen voor een optreden in de HMH.
Op 23 juni 2012 waren ze weer te zien in België dit keer op de festivalweide van Werchter op TW Classic
In 2013 zijn er twee "warming up" gigs in Nederland, dit op 7 februari(Rotterdam) en 8 februari(Utrecht). Ook komen ze naar Dauwpop, een dag hiervoor staan ze in de Melkweg.
Aansluitend op het juist verschenen nieuwe album (31 maart 2014) start de band een nieuwe tour en spelen ze op 19 april in De Oosterpoort (Groningen) en een dag later op Paaspop (Schijndel). Tevens stonden ze dit jaar op 15 augustus in de grote (Alpha)tent op Lowlands 2014.

## Trivia
- Het nummer I Predict a Riot wordt op voetbalwedstrijden soms verbasterd tot I Predict a Diet (ik schrijf een dieet voor) om 'volslanke' spelers te plagen.
- Het nummer Na Na Na Na Naa werd in 2007 gebruikt in de film Run Fatboy Run tijdens een vechtscène.
- In februari 2012 werd een 48-jarige Belg uit Harelbeke veroordeeld tot het betalen van een schadevergoeding van 65.651 euro voor het illegaal uploaden van nog niet verschenen muziek van de Kaiser Chiefs.[1]

## Discografie

### Albums
| Album met eventuele hitnotering(en) in de Nederlandse Album Top 100 | Datum van verschijnen | Datum van binnenkomst | Hoogste positie | Aantal weken | Opmerkingen   |
| ------------------------------------------------------------------- | --------------------- | --------------------- | --------------- | ------------ | ------------- |
| Employment                                                          | 2005                  | 30-04-2005            | 12              | 45           |               |
| Yours Truly, Angry Mob                                              | 2007                  | 03-03-2007            | 1(1wk)          | 40           |               |
| Off with Their Heads                                                | 2008                  | 25-10-2008            | 16              | 12           |               |
| The Future Is Medieval                                              | 2011                  | 02-07-2011            | 40              | 3            |               |
| Souvenir - The Singles 2004-2012                                    | 2012                  | -                     |                 |              | Verzamelalbum |
| Education, Education, Education & War                               | 2014                  | 05-04-2014            | 37              | 2            |               |
| Stay Together                                                       | 2016                  | 2016                  | 109             | -            |               |

| Album met hitnotering(en) in de Vlaamse Ultratop 200 albums | Datum van verschijnen | Datum van binnenkomst | Hoogste positie | Aantal weken | Opmerkingen   |
| ----------------------------------------------------------- | --------------------- | --------------------- | --------------- | ------------ | ------------- |
| Employment                                                  | 2005                  | 16-04-2005            | 19              | 50           |               |
| Yours Truly, Angry Mob                                      | 2007                  | 03-03-2007            | 2               | 33           |               |
| Off with Their Heads                                        | 2008                  | 25-10-2008            | 11              | 14           |               |
| The Future Is Medieval                                      | 2010                  | 02-07-2011            | 34              | 7            |               |
| Souvenir - The Singles 2004-2012                            | 2012                  | 09-06-2012            | 92              | 8            | Verzamelalbum |
| Education, Education, Education & War                       | 2014                  | 12-04-2014            | 33              | 8            |               |
| Stay Together                                               | 2016                  | 15-10-2016            | 89              | 3            |               |
| Duck                                                        | 2019                  | 03-08-2019            | 90              | 1            |               |

### Singles
| Single met eventuele hitnotering(en) in de Nederlandse Top 40 | Datum van verschijnen | Datum van binnenkomst | Hoogste positie | Aantal weken | Opmerkingen                 |
| ------------------------------------------------------------- | --------------------- | --------------------- | --------------- | ------------ | --------------------------- |
| Oh my God                                                     | 21-02-2005            | -                     |                 |              | Nr. 82 in de Single Top 100 |
| Everyday I Love You Less and Less                             | 2005                  | -                     |                 |              | Nr. 52 in de Single Top 100 |
| I Predict a Riot                                              | 2005                  | -                     |                 |              | Nr. 74 in de Single Top 100 |
| Modern Way                                                    | 03-03-2006            | -                     |                 |              | Nr. 89 in de Single Top 100 |
| Ruby                                                          | 16-02-2007            | 17-02-2007            | 7               | 17           | Nr. 7 in de Single Top 100  |
| Everything Is Average Nowadays                                | 2007                  | 05-05-2007            | tip6            | -            | Nr. 91 in de Single Top 100 |
| Heat Dies Down                                                | 2007                  | 11-08-2007            | tip12           | -            |                             |
| Love's Not a Competition (But I'm Winning)                    | 21-05-2007            | 03-11-2007            | tip11           | -            |                             |
| Never Miss a Beat                                             | 2008                  | 13-09-2008            | tip10           | -            | Nr. 74 in de Single Top 100 |
| How 2 Dance                                                   | 2022                  | 14-01-2023            | tip21           | -            |                             |

| Single met hitnotering(en) in de Vlaamse Ultratop 50 | Datum van verschijnen | Datum van binnenkomst | Hoogste positie | Aantal weken | Opmerkingen                 |
| ---------------------------------------------------- | --------------------- | --------------------- | --------------- | ------------ | --------------------------- |
| I Predict a Riot                                     | 2005                  | 14-01-2006            | tip17           | -            |                             |
| Ruby                                                 | 2007                  | 24-02-2007            | 5               | 30           | Nr. 10 in de Radio 2 Top 30 |
| Everything Is Average Nowadays                       | 2007                  | 16-06-2007            | tip17           | -            |                             |
| Love's Not a Competition (But I'm Winning)           | 2007                  | 01-12-2007            | tip10           | -            |                             |
| Never Miss a Beat                                    | 2008                  | 25-10-2008            | 42              | 3            |                             |
| Good Days Bad Days                                   | 08-12-2008            | 24-01-2009            | tip21           | -            |                             |
| Little Shocks                                        | 06-06-2011            | 02-07-2011            | tip13           | -            |                             |
| Man on Mars                                          | 01-08-2011            | 03-09-2011            | tip46           | -            |                             |
| When All Is Quiet                                    | 03-10-2011            | 29-10-2011            | tip50           | -            |                             |
| Coming Home                                          | 2014                  | 01-03-2014            | tip10           | -            |                             |
| Ruffians on Parade                                   | 2014                  | 25-10-2014            | tip17           | -            |                             |
| Parachute                                            | 2016                  | 25-06-2016            | tip             | -            |                             |
| Record Collection                                    | 2019                  | 01-06-2019            | tip             | -            |                             |

### NPO Radio 2 Top 2000
| Nummers met noteringen in de NPO Radio 2 Top 2000 | '09  | '10  | '11  | '12  | '13  | '14  | '15  | '16  | '17  | '18  | '19  |
| ------------------------------------------------- | ---- | ---- | ---- | ---- | ---- | ---- | ---- | ---- | ---- | ---- | ---- |
| I Predict a Riot                                  | -    | -    | -    | -    | -    | -    | -    | 1978 | 1763 | -    | -    |
| Ruby                                              | 1039 | 1275 | 1208 | 1284 | 1198 | 1320 | 1322 | 1281 | 1449 | 1967 | 1924 |

1. ↑  Een '-' betekent dat het nummer niet was genoteerd en een vetgedrukt getal geeft de hoogste notering van een nummer aan.
2. ↑  2009 was het eerste jaar met een notering voor Kaiser Chiefs.
3. ↑  Deze tabel is bijgewerkt tot en met de laatste editie (2024).

### Dvd's
- Enjoyment (2005)
- Live at Elland Road (2008)